# Малая Кутья
Малая Кутья — река на Среднем Урале, левый приток Сулёма. Протекает в Висимском заповеднике, в Свердловской области России. Длина реки — 15 км, площадь водосбора — 67 км².

## География
Малая Кутья протекает в лесистой части гор Среднего Урала, преимущественно по землям муниципального образования «город Нижний Тагил» и частично Горноуральского городского округа.
Исток Малой Кутьи находится на восточном склоне горы Круглой. Река течёт преимущественно в северо-западном направлении по государственному Висимскому заповеднику.
Малая Кутья впадает в реку Сулём на 58 км по левому берегу от устья последней, к югу от села Большие Галашки.

## Данные водного реестра
По данным государственного водного реестра России, река Малая Кутья относится к Камскому бассейновому округу. Водохозяйственный участок реки — Чусовая от города Ревды до в/п посёлка Кына, речной подбассейн реки — Кама до Куйбышевского водохранилища (без бассейнов рек Белой и Вятки), речной бассейн реки — Кама.
Код объекта в государственном водном реестре — 10010100612111100010652.